# Haugesund IL
Haugesund IL, Haugesund Idrettslag – norweski klub lekkoatletyczny z miasta Haugesund. Został założony w 1906. Swoją siedzibę ma na Haugesund Stadion.
Najwybitniejsi członkowie w jego historii to:
biegi długodystansowe
- Susanne Wigene
- Karl Johan Rasmussen
- Bente Landøy

trójskok
- Eugen Haugland

skok wzwyż
- Hanne Haugland

skok w dal
- Terje Haugland